# ۱۳۴۰ (میلادی)
۱۳۴۰ (میلادی) هزارو سیصد و چهلمین سال تقویم میلادی است.

## درگذشتگان
‎